# Nanajok
A nanajok egy mandzsu-tunguz nyelvcsaládhoz tartozó népcsoport, amely a
távol-keleten, az Amur folyó mentén él. 

## Történetük
A nanaj nép létszáma az ezredfordulón körülbelül mindössze 10–12 ezer fő lehetett, de Kína északkeleti területein is élnek nanaj népcsoportok, ottani elnevezésük hezshe, és körülbelül négyezren lehetnek. Többségük a Habarovszktól északra lévő területen található, más déli tunguz kis népek szomszédságában, mint az orocsok, udegék és orokok. 
A nanajokat, amikor a 19. század második felében megjelentek a szakirodalomban, még gold néven nevezték, és több kutató járt közöttük, mint például Pjotr Polikarpovics Simkevics (1896), Leopold von Schrenck (1899). 
A nanajok között a 20. század elején a magyar Baráthosi Balogh Benedek és Vlagyimir  Arszenyjev gyűjtött értékes folklóranyagot és tárgyakat. 1946–49 között, majd az 1960-as évektől a moszkvai és leningrádi kutatók közül többen is végeztek gyűjtést a nanajok etnográfiájáról. Egy helyi kutató, Jevdokija Alekszandrovna Gajer pedig a sámánságot belülről nézve írta le. 
A legújabb kutatások eredményeként ma már világos, hogy a nanaj sámánok között három kategória különböztethető meg az általuk elvégzett feladatoknak megfelelően:
- 1. a gyógyító sámánok (sziurinku) voltak a leggyengébbek;
- 2. a második csoport a nigmantej sámánjai, akik az elhunytak ünnepén működtek és ők segíthettek a betegeken is;
- 3. a legmagasabb kategóriába a kassza sámánok tartoztak, ők a teljes sámáni tudás birtokában voltak képesek átkísérni a halottak lelkét a túlvilágra. (Hoppál, 2005, 164–165.)

A magyar etnológiatörténetben külön fejezet Baráthosi Balogh Benedek munkássága, aki a 20. század elején több alkalommal is járt a távol-keleti területeken, és kitűnő anyagot gyűjtött a nanajok és a szomszédos népek körében.